# Inscription du Soreg

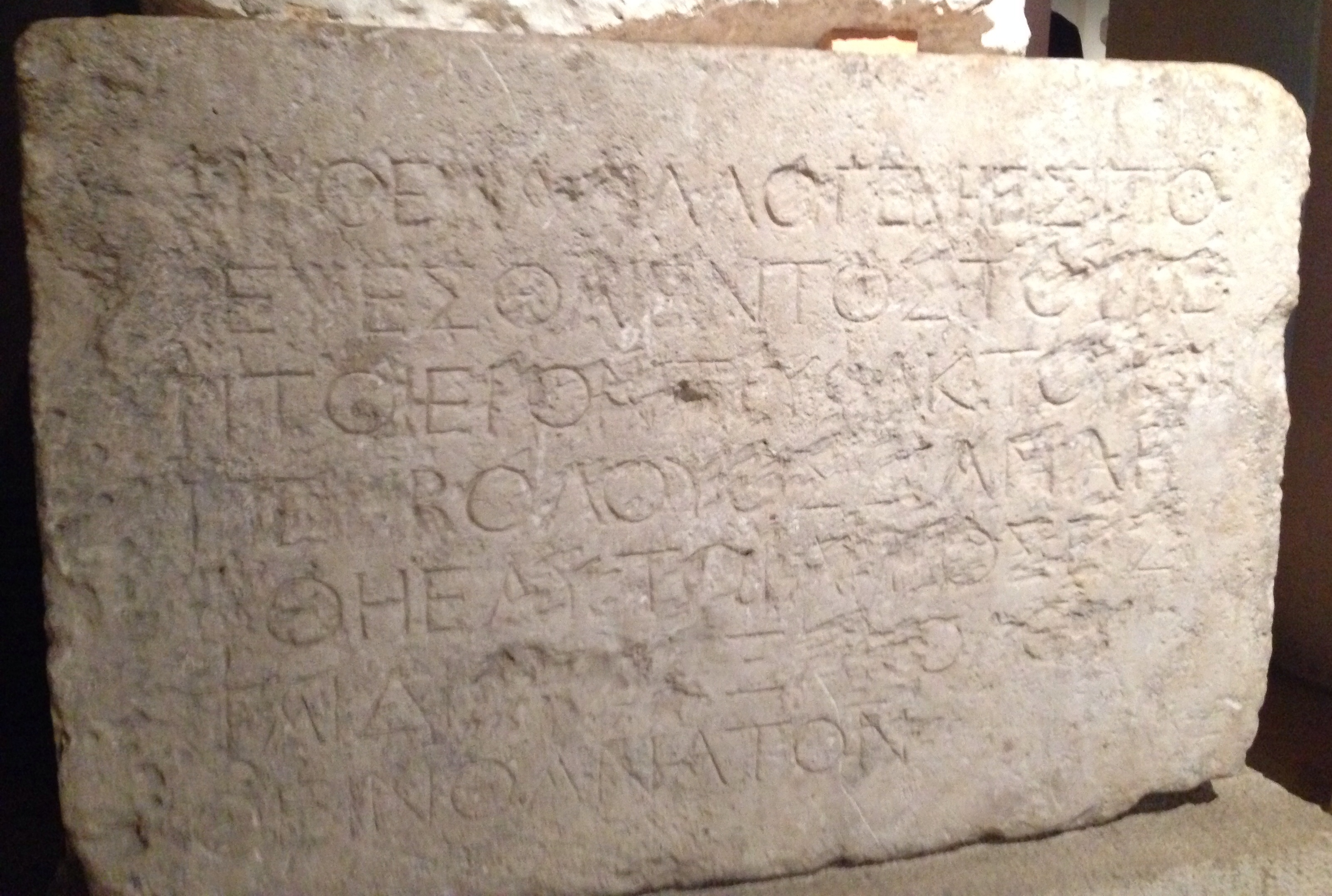
Stèle du Soreg au musée archéologique d'Istanbul.

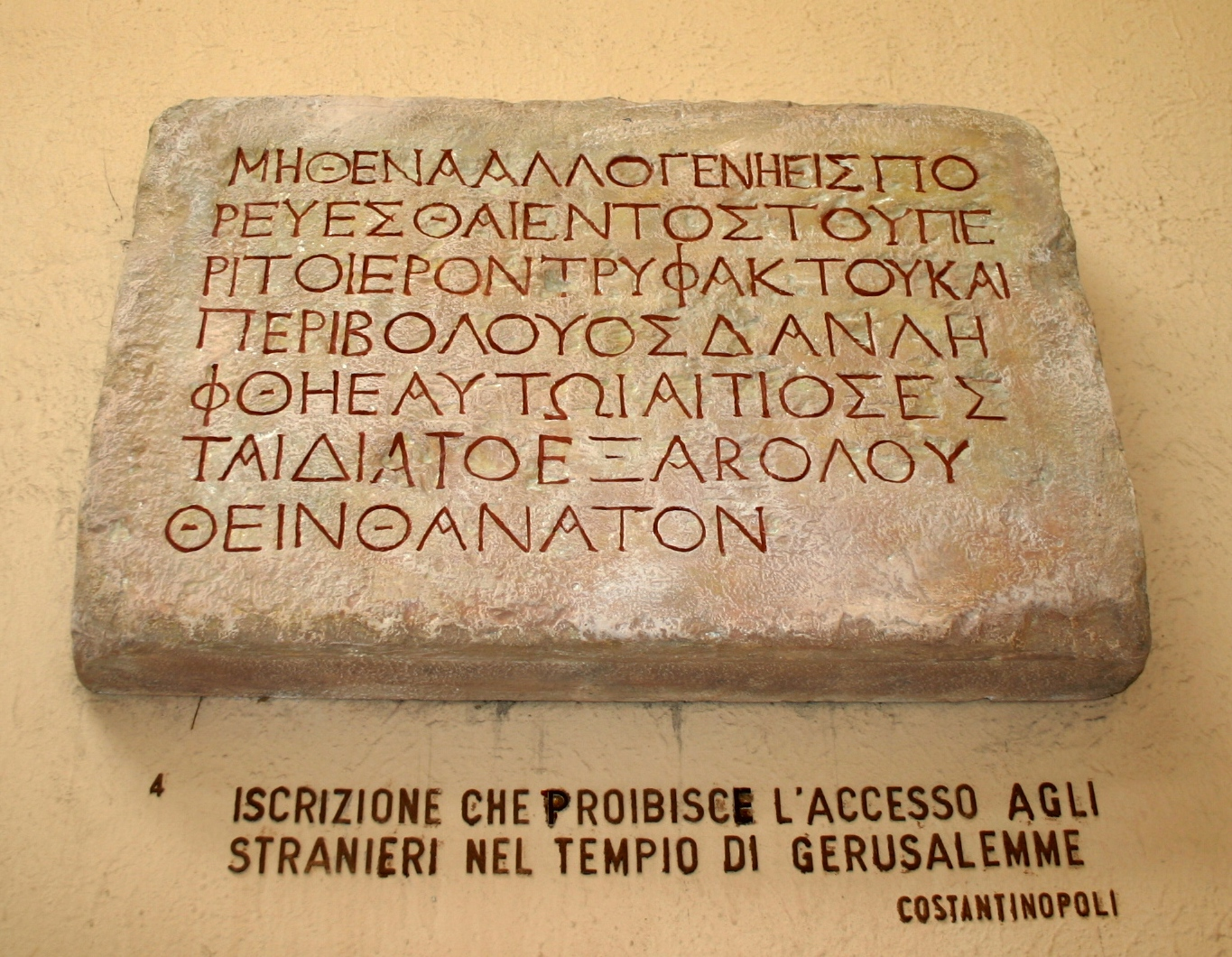
Copie de la stèle au musée de la Civilisation romaine à Rome.

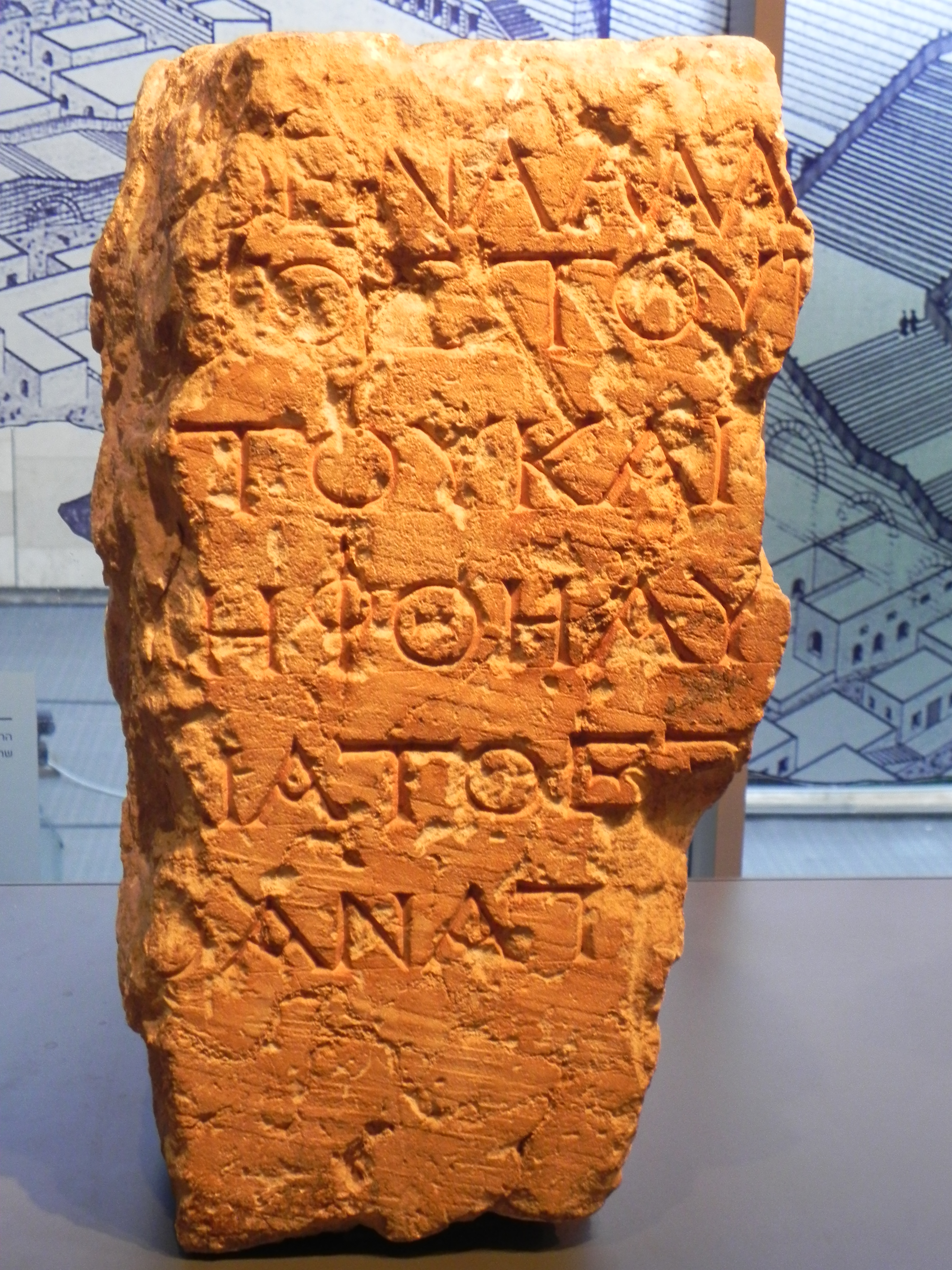
Seconde stèle du Soreg au musée d'Israël à Jérusalem.

L'inscription du Soreg (en hébreu סורג — soreg — litt.« grille ») ou inscription de la balustrade du Temple est une inscription sur plusieurs stèles du Temple de Jérusalem, plus précisément du Temple d'Hérode,  qui avertissait les étrangers (à la Judée) de ne pas pénétrer dans l'enceinte sacrée du Temple.  
On en a retrouvé deux exemplaires qui constituent aujourd'hui les vestiges les plus proches de l'ancien Temple de Jérusalem. 

## Histoire moderne de la stèle
Charles Simon Clermont-Ganneau était un archéologue et épigraphiste français employé comme drogman (interprète) au consulat de France à Jérusalem. Le 26 mai 1871, il visite un ancien cimetière musulman situé à une cinquantaine  de mètres du nord de l'esplanade des Mosquées, attiré par la qualité de la taille des matériaux qui y sont visibles. Il repère des caractères grecs de belle facture sur une pierre, utilisée comme mur pour une tombe, qu'il fait complètement estamper dès le lendemain. Puis il essaye vainement d'acquérir pour le Louvre cette inscription mais les autorités turques s'y opposent. Il documente sa découverte dans une publication dès 1872 à l'Académie des inscriptions et belles-lettres.
Selon Clermont-Ganneau, la stèle a « mystérieusement » reparu à Constantinople (aujourd'hui Istanbul) 13 ans après sa découverte. Une seconde occurrence de cette inscription, fragmentaire, a été découverte près de la porte des Lions en 1935 et documentée en 1938.
Aujourd'hui, la première stèle est au Musée archéologique d'Istanbul et la seconde au Musée d'Israël à Jérusalem.

## Description et interprétation
Les deux inscriptions diffèrent principalement par leur taille, la dernière trouvée étant la plus petite et surtout fragmentaire. Leurs textes sont similaires, à quelques petites différences près. Nous décrirons plus avant la première stèle découverte par Clermont-Janneau.
La stèle en marbre est grande de 90 centimètres horizontalement sur 60 centimètres verticalement et 39 centimètres en profondeur. La gravure des lettres majuscules grecques est manifestement l'ouvrage d'un habile tailleur de pierres. Le texte grec est lisible sur la copie italienne de la stèle disponible parmi les illustrations de cet article. Clermont-Ganneau en donne la traduction suivante :

« Que nul étranger ne pénètre à l'intérieur du tryphactos (balustrade) et de l'enceinte (péribole) qui sont autour du hieron (esplanade du Temple). Celui qui serait pris (y pénétrant, εὶσπορενόμενος sous-entendu) serait cause que la mort s'ensuivrait (pour lui) ». »

L'historien Flavius Josèphe mentionne deux fois l'existence de plusieurs stèles en grec et en latin, dressées à intervalles égaux, interdisant aux étrangers de franchir les enceintes sacrées. Il cite de mémoire le texte de ces inscriptions, légèrement différent de la stèle découverte mais avec les mêmes mots techniques (le hieron, le péribole et le dryphactos). Le fait qu'il n'y ait pas d'inscription en hébreu s'explique facilement puisqu'elle s'adressait aux étrangers et que le grec était alors universellement connu. 
L'avertissement servait à protéger des étrangers non l'ensemble du Mont du Temple mais seulement la cour intérieure du Temple. Les études historiques abordent aussi la question de savoir si les Juifs avaient alors la capacité d'appliquer la peine de mort, particulièrement à des non-juifs. On peut aussi comprendre que la mort serait donnée par la « main du Ciel ».
Cette inscription reste aujourd'hui le vestige le plus proche que nous ayons de l'ancien temple de Jérusalem.

## Écho dans les temps modernes

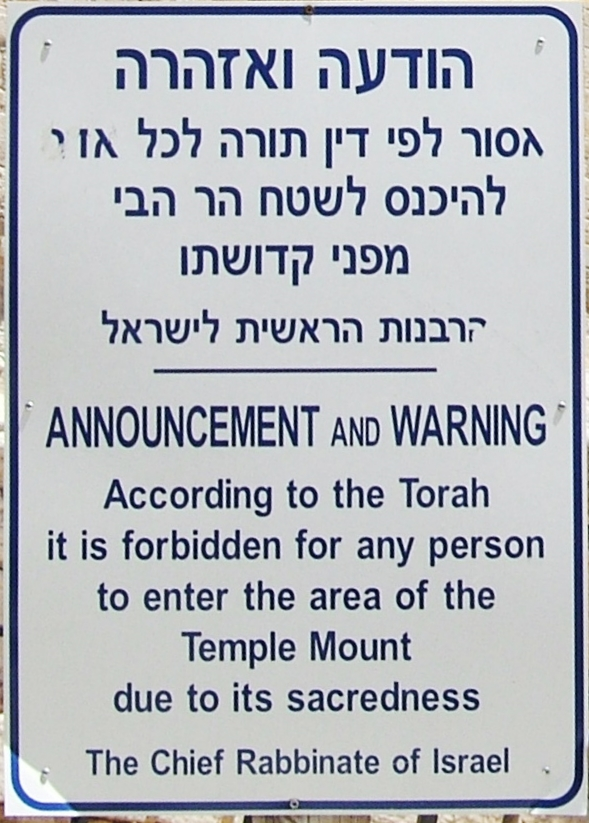
Avertissement moderne à l'entrée du Mont du Temple.

Depuis 1967, le grand-rabbinat d'Israël a fait apposer à l'entrée du Mont du Temple destinée aux touristes un avertissement interdisant à toute personne — mais seulement respecté par celles reconnaissant l'autorité du grand-rabbinat — d'entrer sur le Mont du Temple, à cause de son caractère sacré. La raison en est que le lieu précis du Saint des Saints, accessible seulement au grand prêtre, est inconnu depuis la destruction du Temple.